# MMAsters League
MMAsters League je česká organizace pořádající turnaje v MMA, strikingu a K-1. Za jejím vznikem stojí bývalý diplomat a vrcholový manažer Lubor Stehlík a první český mistr světa v kickboxu Dušan Macák. Ten zastává i pozici promotéra organizace a jednoho z matchmakerů. Druhým matchmakerem organizace je MMA zápasník Patrik Kincl.

## Turnaje

### MMAsters League 1
První turnaj organizace MMAsters League se uskutečnil 25.6.2020 v NC Oaza Kladno. Vzhledem k probíhající pandemii covidu-19 byla velmi omezena divácká kapacita. Turnaj tak mohli příznivci sledovat převážně prostřednictvím přenosu na O2 TV Sport. K vidění bylo celkem 10 zápasů v MMA, K-1, Muay Thai a klasickém boxu. Vrcholem turmaje byly zápasy Brunclík vs. Bolo (MMA) a Kincl vs. Valenta (box). Zápasem večera byl vyhlášen hlavní předzápas Brunclík vs. Bolo. 

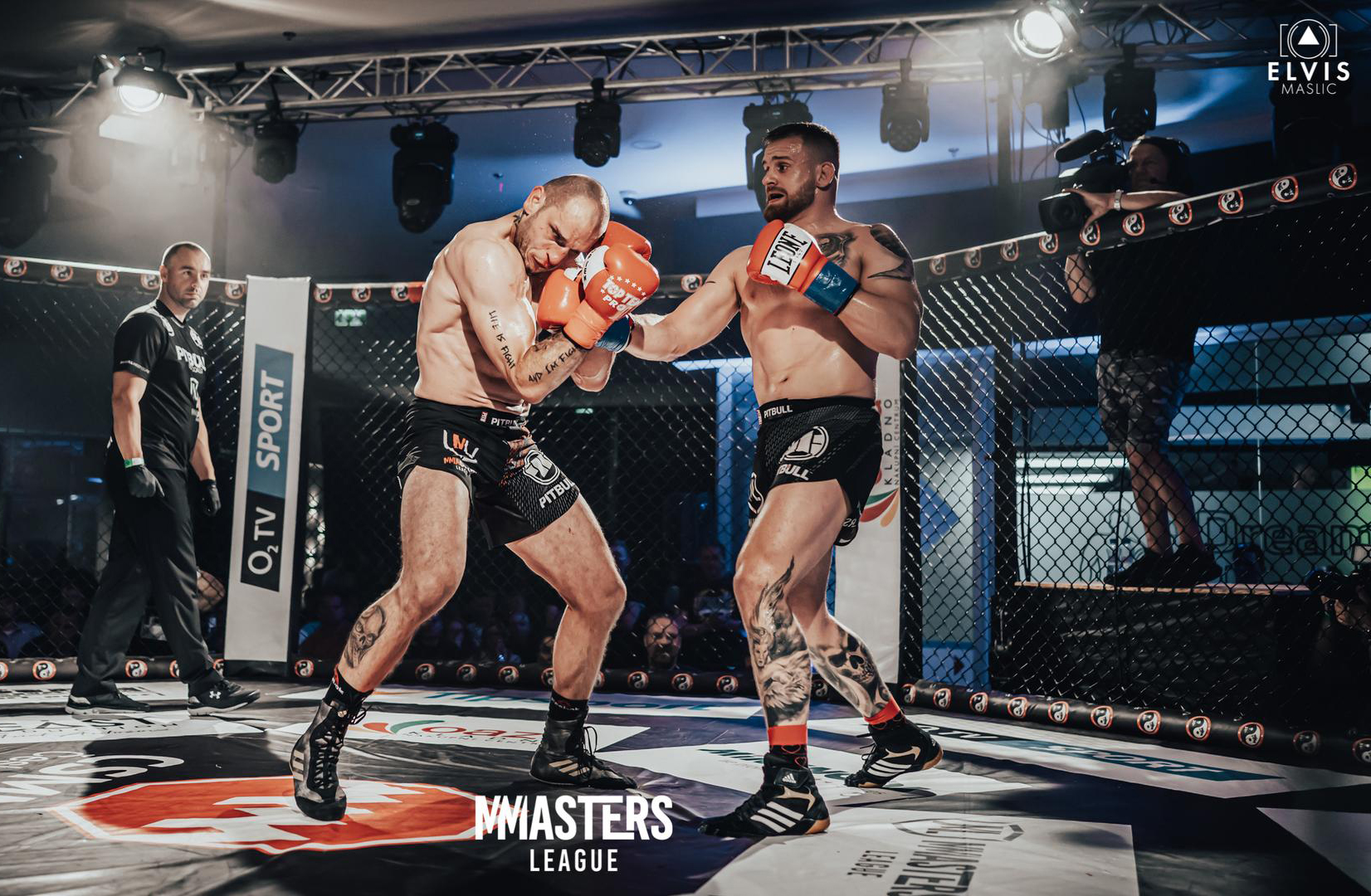
MMAsters League 1, Kincl vs. Valenta (25.6.2020)

### MMAsters League 2
V pořadí druhý turnaj MMAsters Legue měl hostit 13.10.2020 Hodonín. Do konání akce však opět zasáhla nepříznivá situace se šířením nemoci covid-19 a turnaj tak byl z plánovaného termínu přesunut na 12.12.2020 a místem konání se opět staly prostory NC Oaza Kladno. Turnaj se odehrál bez možnosti přítomnosti diváků a byl živě vysílán O2 TV Sport. Diváci viděli celkem 9 zápasů v MMA, Strikingu a K-1. Vrcholem turnaje byly zápasy Krofta vs. Guba (Striking) a Brunclík vs. Dudek (MMA). Zápasem večera byl vyhlášen hlavní předzápas Krofta vs. Guba. 

### MMAsters League 3

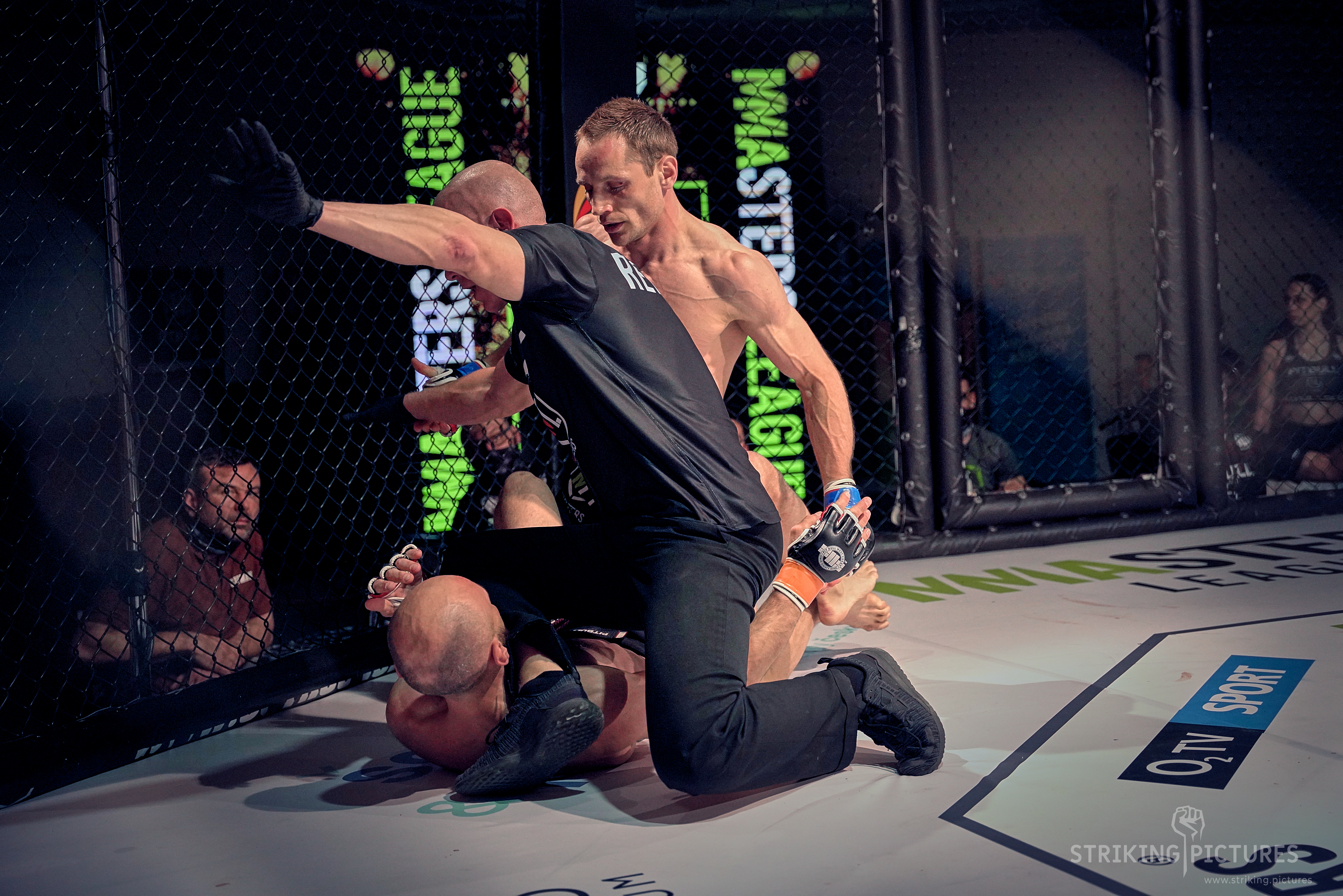
MMAsters League 3, Lesák vs. Baryshnikov (7.5.2021)

I třetí turnaj MMAsters League se musel konat bez přítomnosti diváků a prostory pro akci opět poskytlo NC Oaza Kladno. K již tradičnímu přenosu na O2 TV Sport spustila organizace nově i možnost zakoupení přenosu přes PPV. Na kartě turnaje bylo celkem 9 zápasů a to již tradičně v MMA, Strikingu a K-1. Hned 4 zápasy byly s mezinárodní účastí. Prvně byl udělován bonus za výkon večera od společnosti Tipsport, který si odnesl Tomáš Laube. Hlavními zápasy turnaje byly zápasy Lesák vs. Baryshnikov (MMA) a Klauda vs. Radosz (K-1). 

## Tabulka všech turnajů
| Turnaj            | Hlavní zápas                | Datum      | Místo                             | Výsledky | Záznam zápasů |
| ----------------- | --------------------------- | ---------- | --------------------------------- | -------- | ------------- |
| MMAsters League 1 | Kincl vs. Valenta (box)     | 25.6.2020  | NC Oaza, Kladno, Česko            | odkaz    | odkaz         |
| MMAsters League 2 | Brunclík vs. Dudek (MMA)    | 12.12.2020 | NC Oaza, Kladno, Česko            | odkaz    | odkaz         |
| MMAsters League 3 | Klauda vs. Radosz (K-1)     | 7.5.2021   | NC Oaza, Kladno, Česko            | odkaz    | odkaz         |
| MMAsters League 4 | Krofta vs. Janik (Striking) | 10.12.2021 | Congress Centre, Pardubice, Česko | odkaz    | odkaz         |
|                   |                             |            |                                   |          |               |

## E-League

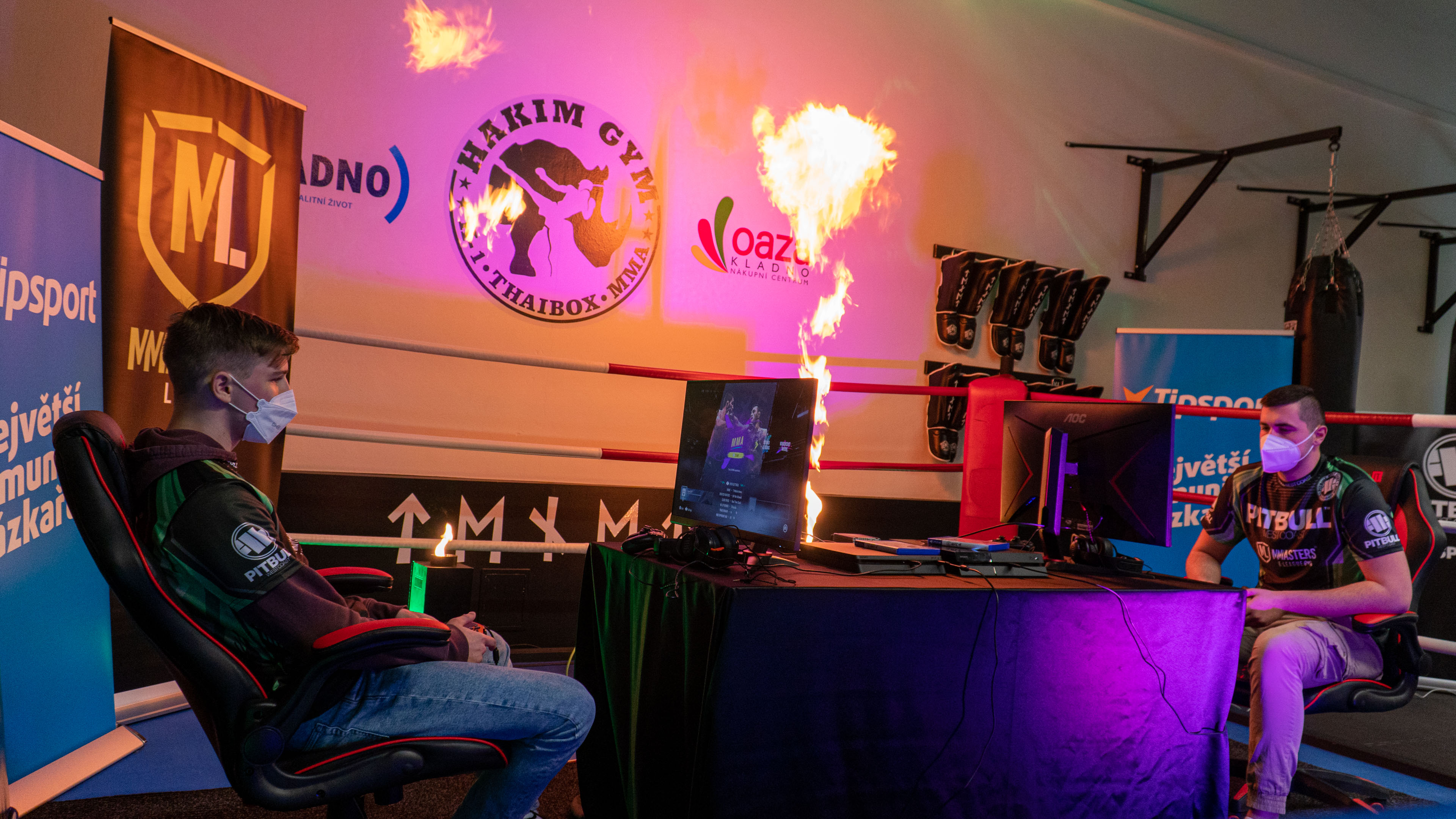
MMAsters E-League, Superfinále (7.5.2021)

MMAsters E-League byl vůbec první český turnaj v konzolové hře UFC 4, který nabídl zápasy s účastí hvězd reálného MMA – Davida Dvořáka a Patrika Kincla. Superfinále proběhlo 27.2.2021 v prostorech kladenského Hakim gymu a absolutním vítězem se stal Slovenský hráč Daniel Žoldák hrající pod nickem Assasinaudithore. video  